# Řízená demokracie
Řízená demokracie je formálně demokratický systém vlády, který ovšem de facto funguje jako vláda autoritářská či autokratická. Takovéto hybridní režimy bývají legitimizovány volbami, v těch však nedochází k reálným změnám politiky státu. Tento koncept je úzce spjat s anokracií.
V řízené demokracii vláda kontroluje volby tak, aby lidé mohli uplatňovat demokratická práva, aniž by toto uplatňování mělo signifikantní dopad na správu věcí veřejných. Ačkoliv se vládnoucí subjekty řídí základními demokratickými principy, může dojít k velkým odchylkám směrem k autoritářskému režimu. Významný vliv má v těchto režimech propaganda, jejíž setrvalé užívání ze strany státní moci dále výrazně ztěžuje občanům se efektivně rozhodovat u volebních uren.

## Evropa
Režim Sanacja, který fungoval v meziválečném Polskou v letech 1926 až 1939, je považován za jeden z příkladů řízené demokracie. Režim zachoval většinu struktur a institucí polské parlamentní demokracie, ale Józef Piłsudski měl z pozice prezidenta tak velký vliv na činnost vlády, že mu to umožňovalo vládnout takřka jako diktátorovi. Tomuto nezabránil ani fakt, že v parlamentu i místních samosprávách zasedala opozice a politická pluralita nebyla ze strany státní moci omezována.
Polský historik Andrzej Chojnowski(pl) poznamenává, že volby za Piłsudského režimu byly stále organizovány podle principů parlamentní demokracie a režim Sanace byl skutečně populární, jelikož opoziční strany byly viněny z toho, že nedokázaly zabránit Velké hospodářské krizi. Ačkoliv byly akce opozice do určité míry narušovány, k legislativním represím docházelo jen vzácně a zakázány byly pouze dvě krajně pravicové a silně antisemitské nacionalistické strany: Tábor Velkého Polska a Národní tábor radikálů.
Dnes je běžně používán při popisu politického dění v Rusku, kde jej do běžné praxe zavedl zejména Gleb Pavlovsky.

## Asie
Po druhé světové válce byl tento termín používán pro popis situace v Indonésii, konkrétně pro přístup k vládě zaujímaný prezidentem Sukarnou a jeho nejbližším okolím v letech 1959 až 1966.
V souvislosti s řízenou demokracií je také často zmiňován Singapur, přičemž jako příklad bývá uváděna vládní Lidová akční strana (PAP). Zastánci tohoto názoru poukazují na dominantní postavení PAP v parlamentu, které podle nich omezuje efektivní politickou soutěž. Navíc upozorňují na omezování svobody slova a shromažďování, které podle nich brání v prosazování se opozičním hlasům. Zastánci PAP však namítají, že její trvalý volební úspěch odráží výraznou podporu veřejnosti s jejím vládnutím, zvláště pak souhlas se zaměřením strany na ekonomický rozvoj, sociální stabilitu a národní jednotu. Dále tvrdí, že specifika Singapuru, včetně jeho pestrého etnického složení a historické zranitelnosti, vedou k potřebě silné a stabilní vlády, kterou model PAP poskytuje.

## Populární kultura
V populární videohře Helldivers 2 z roku 2024 existuje hratelná frakce Super Earth, která užívá systém řízené demokracie jako způsob vlády. V rámci herního vesmíru řadí Super Earth své občany pouze na stupnici písmen. Během tamních voleb volí občané prostřednictvím hlasovacích zařízení, které vybírají kandidáty pro voliče na základě jejich odpovědí na státem vytvořený dotazník. Toto vláda zdůvodňuje tím, že když se voliči přímo účastnili hlasování, často kandidáty zmateni, a v konečném důsledku nevolili „správné“ kandidáty.